# SM Town
A SM Town (estilizado como SMTown) é o projeto musical usado pela SM Entertainment para seus álbuns de compilação. A SM Town reúne atualmente os artistas sob o selo da gravadora.

## Discografia

### Álbuns
| Álbuns                                                 | Datas de Lançamento    |
| ------------------------------------------------------ | ---------------------- |
| Christmas in SMTown                                    | 15 de dezembro de 1999 |
| Christmas Winter Vacation in SMTown.com                | 8 de dezembro de 2000  |
| Christmas Winter Vacation in SMTown.com – Angel Eyes   | 4 de dezembro de 2001  |
| Summer Vacation in SMTown.com                          | 10 de junho de 2002    |
| 2002 Winter Vacation in SMTown.com – My Angel My Light | 6 de dezembro de 2002  |
| 2003 Summer Vacation in SMTown.com                     | 18 de junho de 2003    |
| 2003 Winter Vacation in SMTown.com                     | 8 de dezembro de 2003  |
| 2004 Summer Vacation in SMTown.com                     | 2 de julho de 2004     |
| 2006 Summer SMTown                                     | 20 de junho de 2006    |
| 2006 Winter SMTown – Snow Dream                        | 12 de dezembro de 2006 |
| 2007 Summer SMTown – Fragile                           | 5 de julho de 2007     |
| 2007 Winter SMTown – Only Love                         | 10 de dezembro de 2007 |
| 2009 Summer SMTown – We Are Shining                    | 14 de agosto de 2009   |
| 2011 Winter SMTown – The Warmest Gift                  | 13 de dezembro de 2011 |
| SM Best Album 3                                        | 10 de agosto de 2012   |

## Turnês
- 2002 SM China
- Smile Concert 2003
- 2007 SMTown Summer Concert
- SMTown Live '08
- SMTown Live '09 (cancelada)
- SMTown Live '10 World Tour[1]
- SMTown Live World Tour III
- SMTown Live World Tour IV
- SMTown Live World Tour V
- SMTown Live World Tour VI